# Hoher Tenn
Hoher Tenn to szczyt w grupie Glocknergruppe, w Wysokich Taurach we Wschodnich Alpach. Leży w Austrii w kraju związkowym Salzburg. Sąsiaduje ze szczytem Schneespitze.
Pierwszego wejścia ok. 1840 r. dokonał kardynał Friedrich Fürst Schwarzenberg.